# ایینه‌ده
آینه‌ده (به زبان تاتی: آیینه‌دیه) روستایی از توابع بخش عمارلو شهرستان رودبار در استان گیلان ایران است.
روستای آینه‌ده دو کیلومتر بعد از شهر جیرنده و در کیلومتر ۷ روستای داماش جای دارد.

## نام‌شناسی
از آن جا که در این روستا و پیرامون گورستان جنگاوران به فراوانی یافت می‌شود و نشانه‌های مهرپرستی نیز فراوان است، گمان برده می‌شود که ایینه‌ده در واقع آناهیتادیه (اناهیدیه) بوده باشد. آناهیتا ایزد بانوی جنگاوران و نیز آب شناخته می‌شود. بودن سَل (به معنی استخر) در نام‌های پیرامونی مانند دوسلان، دوسالدیه، بره سل و نیز سل‌های دست‌ساز خلشکوه و بره سر نیز نشانه‌های دیگر این نام‌گذاری است.

## جمعیت
این روستا در دهستان جیرنده قرار دارد و براساس سرشماری مرکز آمار ایران در سال ۱۳۸۵، جمعیت آن ۱۵۰ نفر (۵۴خانوار) بوده است.

## زبان گفتاری
مردم این روستا به زبان تاتی سخن می‌گویند.

## کشاورزی
سازه‌ها و خانه‌های پلکانی روستا در زلزله سال ۶۹ رودبار به کلی از بین رفت. محصول اصلی روستا گردو است و پس از آن فندوق، زردآلو، آلو، گیلاس، آلبالو، به، گلابی، سیب، شاتوت و انواع میوه‌ها می‌باشد. میوه‌های جنگلی روستا گلابی نیز وحشی، ازگیل، زرشک، داغ داغان و زالزالک قرمز می‌باشد.